# Sassan
Sassan est le fondateur plus ou moins légendaire de la dynastie sassanide à la fin du IIe siècle. Les sources concernant les liens entre les premiers Sassanides (Sassan, Papak, Ardashir et Shapur) sont insuffisantes pour tirer des conclusions définitives,.

## Origine
Lorsqu'il évoque l’ascendance d’Ardashir, Al-Mas'ûdî donne deux versions différentes de la généalogie de Sassan :
- Sassân, fils de Babek, fils de Sassân, fils de Behawend, fils de Dara, fils de Sassân, fils de Bahmân, fils d'Isféndiar, fils de Youstasf, fils de Bohrasf ;
- Sassân le Jeune, fils de Babek, fils de Sassàn, fils de Babek, fils de Mehrémas, fils de Sassân, fils de Bahmân, fils d'Isfendiar, fils de Youstasf,  fils de Bohrasf.

## Règne
Selon la tradition, Sassan ou Sâsan était prêtre du temple d'Anahîta près de l'antique Persépolis ; son épouse Râm-behist était la fille du roi de la dynastie des Bâzrangî, dont Gôzihr, roi d'Istakhr, son suzerain, faisait également partie.
L'avénement de son fils supposé Pâpak marque le véritable début de la dynastie sassanide, dont l'origine se trouve donc au cœur du pays perse près de Chiraz dans le Fars. Toutefois, c'est bien le « seigneur Sâsan » qui est désigné comme le fondateur de la dynastie dans la grande inscription de Naqsh-e Rostam, un texte établi à la gloire du roi Shapur Ier, son arrière-petit-fils supposé.